# أسروة خماسية الأشعة
أسروة خماسية الأشعة (الاسم العلمي: Aseroë pentactina) هو نوع من الفطريات يتبع جنس الأسروة من فصيلة الفالوسية.